# Mostviertler Sonnwendkreis

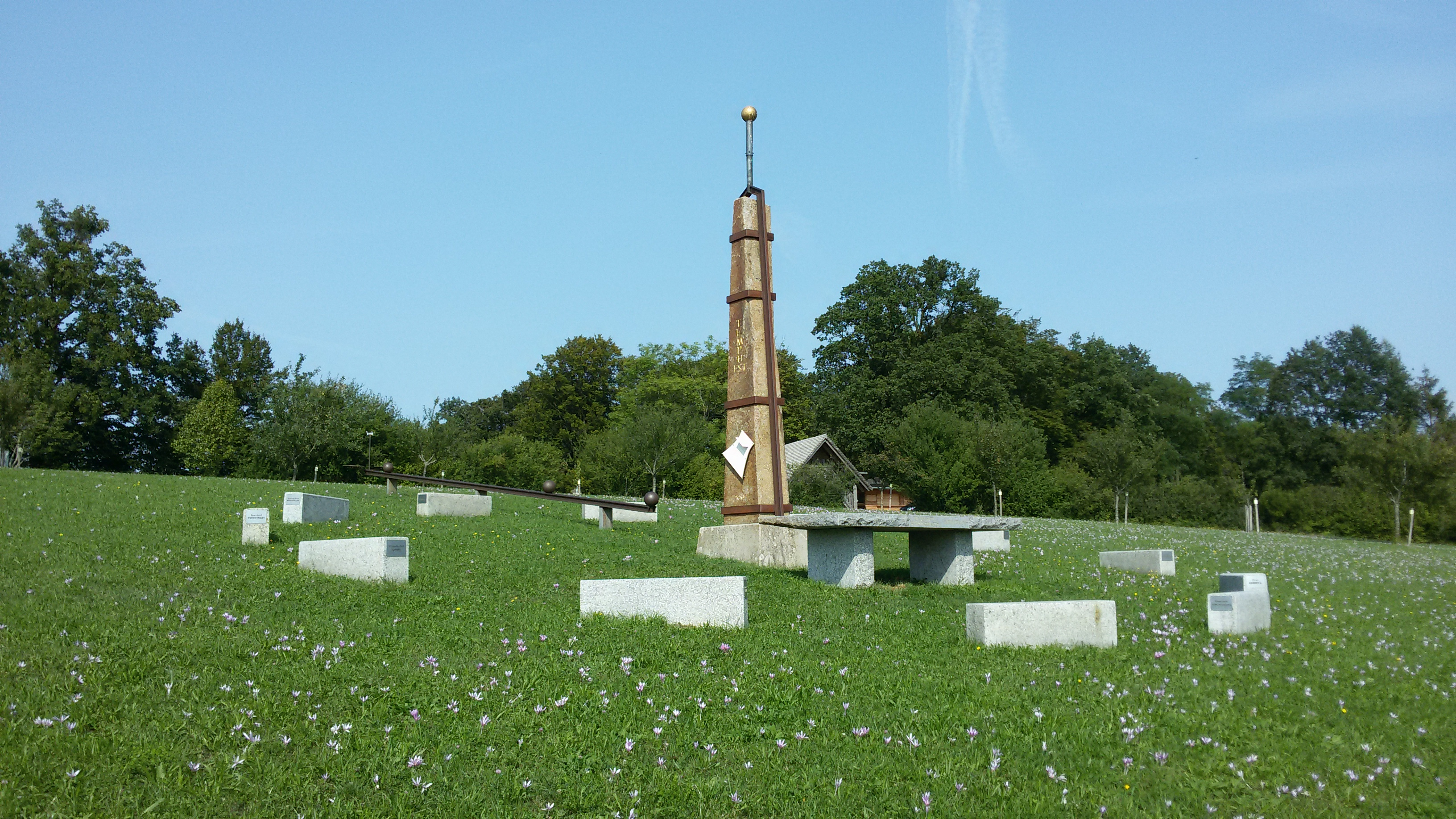
Mostviertler Sonnwendkreis

Der Mostviertler Sonnwendkreis liegt in Steinakirchen am Forst im Mostviertel in Niederösterreich auf einem Südhang des Habergs. Neben touristischen Aspekten wurden bei dessen Gestaltung auch ökologische Ziele verfolgt (Sortenerhaltung von alten regionalen Obstsorten). Der Sonnwendkreis wurde im Frühjahr 2002 gepflanzt und errichtet und am 21. Juni 2002 eröffnet.

## Beschreibung
Der Name leitet sich von den Markierungen der Sommer-, Wintersonnenwende und der beiden Tag-und-Nacht-Gleichen der im Zentrum des Baumkreises installierten Sonnenuhr ab. Die Sonnenuhr wurde aus einem 6,5 Meter hohen Obelisken und Schienen der Lokalbahn Ober-Grafendorf–Gresten durch das kleine Erlauftal gebildet. Zwölf Sitzsteine (symbolisieren die zwölf Ursprungsgemeinden der nunmehrigen Gemeinden Steinakirchen am Forst, Wolfpassing und Wang bzw. der Pfarre Steinakirchen) umrunden die Sonnenuhr. Im Süden des Obelisken wurde ein Gabentisch aus einem Granitfindling errichtet.
Rund um die Sonnenuhr wurde ein Baumkreis in Anlehnung an keltische Baumkreise gepflanzt. Der Baumkreis hat einen Durchmesser von 80 Metern. Um den Baumkreis herum liegt ein Sträucherkreis mit 100 Meter Durchmesser.
Anstelle der traditionellen Geburtsbäume in keltischen Baumkreisen wurde der Mostviertler Sonnwendkreis aus 24 Hochstamm-Obstbäumen gebildet, welche die 24 Stunden des Tages symbolisieren. Als Sorten wurden erhaltenswerte regionale Sorten verwendet (z. B. Bartlmaibirne, Rosmarienapfel, Lorenzibirne, Leutschbirne).
Am Scheitelpunkt des Habergs gelegen (Rudolfshöhe) bietet der Sonnwendkreis sowohl einen Ausblick Richtung Süden (Ötscher), als auch Richtung Norden (Waldviertel, Mühlviertel).
Von 2014 bis 2017 befand sich im Bereich des Sonnwendkreises eine privat betriebene Sternwarte, welche mehrmals jährlich auch öffentlich geöffnet wurde. Aufgrund von wiederholten Vandalenakten wurde diese Mitte 2017 abgebaut.
Der Sonnwendkreis wird vom Dorferneuerungsverein „Steinakirchen Aktiv“ (Obfrau Elisabeth Kellnreiter) betrieben. Es werden mehrmals jährlich Brauchtumsveranstaltungen organisiert (Sonnwendfeuer, Kürbiskern und Zwetschkenfleck zur Tag-und-Nacht-Gleiche im Herbst, Silvesterpfad).